# Jana Plodková
Jana Plodková (ur. 5 sierpnia 1981 w Jiczynie) – czeska aktorka filmowa, teatralna i telewizyjna.

## Życiorys
Ukończyła JAMU w Brnie. Laureatka Czeskiego Lwa dla najlepszej aktorki za rolę w filmie Protektor (2009) Marka Najbrta.

## Wybrana filmografia
- 2006: Praga jako Alena
- 2007: Butelki zwrotne jako Čárkovaná
- 2009: Protektor jako Hana Vrbatová
- 2009: Ogon jaszczurki jako urzędniczka od nieruchomości
- 2012: Polski film jako Jana Plodáková
- 2012: Cztery słońca jako matka Vény
- 2013: Rozkosz jako Milena Jánská
- 2015: Zagubieni jako sekretarka Jana
- 2017: Brak bliskości jako Hedvika
- 2018: Magiczne pióro jako pani Tatters
- 2018: Wołga taty jako Zelenková
- 2019: Uczeń zegarmistrza jako Lichoradka
- 2019: Terrorystka jako Kristina
- 2019: Szklany pokój jako oficer STB
- 2020: Babeczki jako Linda
- 2021: Gump: Pies, który nauczył ludzi żyć jako Kristýna Susenka
- 2022: Sytuacja awaryjna jako Romana